# Списак резолуција Савета безбедности Уједињених нација
Списак резолуција Савета безбедности Организације уједињених нација је у зачетку, а треба обухватити све резолуције Савета безбедности.

## 1—100
- Резолуција 85 из 1950: за помоћ Републици Кореји у одбрани против оружаног напада (ова резолуција позната је под именом Резолуција Уједињени за мир).

## 200—300
- Резолуција 242 из 1967: Повлачење израелских снага са територија окупираних у скорашњем конфликту и поштовање потврде суверенитета и територијалног интегритета и политичке независности сваке државе у тој области.

## 300—400
- Резолуција 338 из 1973: позив на прекид ватре у Јом Кипур рату и на примену резолуције 242.

## 400—500
- Резолуција 425 из 1978, односи се на Либан и формирање УНИФИЛ-а.
- Резолуција 446 из 1979, противи се градњи израелских насеља на окупираним територијама у Шестодневном рату.
- Резолуција 478 из 1980, односи се на статус Јерусалима.

## 600—700
- Резолуција 660 из 1990: Позив Ираку да хитно и безусловно повуче све снаге из Кувајта.
- Резолуција 678 из 1990: Овлашћује земље чланице да користе сва потребна средства како би се применила и одржала резолуција 660 и све будуће сродне резолуције и како би се повратио међународни мир и безбедност у том подручју [Кувајт].
- Резолуција 687 из 1991: Одлучује да Ирак мора безусловно прихватити уништење [...] целокупног хемијског и биолошког оружја [...] и целокупног арсенала [...] балистичких ракета домета већег од 150 километара.

## 700—800
- Резолуција 794 из 1992: Стварање УНИТАФ-а у Сомалији.

## 900—1000
- Резолуција 978: о оснивању Међународног кривичног суда за Руанду
- Резолуција 995: о оснивању Међународног кривичног суда за Руанду

## 1100—1200
- Резолуција 1165: о оснивању Међународног кривичног суда за Руанду

## 1200—1300
- Резолуција 1244: јун 1999, одобрено међународно војно и цивилно присуство у СР Југославији и успостављена привремена управа УН на Косову и Метохији (УНМИК).
- Резолуција 1284: децембар 1999, измена санција Ираку како би му се дозволио увоз хране и лекова.

## 1300—1400
- Резолуција 1325, октобар 2000, нарочито се односи на утицај ратова на жене, и допринос жена на доношење конфликтних резолуција и одрживог мира.
- Резолуција 1373, 28. септембар 2001: Противтерористичке мере.
- Резолуција 1386, 22. децембар 2001: формирање на 6 месеци Међународних безбедносних снага као помоћ авганистанској привременој власти у одржању безбедности у Кабулу и околним областима... Позива земље чланице да лично допринесу, опремом и осталим ресурсима Међународним безбедносним снагама.

## 1400—1500
- Резолуција 1422 из 2002: односи се на Међународни кривични суд.
- Резолуција 1441 из 2002: Позив Ираку да обелодани свој целокупан арсенал оружја за масовно уништење и ракета средњег и дугог домета.
- Резолуција 1483 22. мај 2003: Овлашћује САД, и њене савезнике, за окупирациу Ирака, ограничено овлашћење за коришћење ирачких ресурса, у име ирачког народа.

## 1500—1600
- Резолуција 1546 из 2004: Охрабрује почетак ирачке транзиције ка демократски изабраној власти, крају окупације, и предузимање пуне одговорности и ауторитета суверене и независне привремене владе у Ираку до 30. јуна 2004. године.
- Резолуција 1556 од 30. јула 2004: односи се на Дарфурски конфликт у Судану.
- Резолуција 1559 од 2. септембра 2004: позива Сирију на прекид мешања у либанску унутрашњу политику, повлачење из Либана, и на распуштање свих либанских милиција.
- Резолуција 1564 од 18. септембра 2004: односи се на Дарфурски конфликт у Судану.
- Резолуција 1566 од 8. октобра 2004: Противтерористичке мере.